# Klokočí (Liberec)
Klokočí è un comune della Repubblica Ceca facente parte del distretto di Semily, nella regione di Liberec.